# Казис Максвитис
Казис Максвитис (литв. Kazys Maksvytis; Дарбенаи, 15. јун 1977) јесте литвански кошаркашки тренер. Тренутно је тренер Манисе.
Био је селектор репрезентације Литваније. Од 2022. до 2023. био је тренер Жалгириса.

## Тренерска каријера

### Клубови
Тренерску каријеру је почео у Аисчијаију из Каунаса. Екипу је предводио у сезони 2010/11. 
Од 2011. до 2012. Максвитис је био шеф стручног штаба Сакалаија из Виљнуса.
Године 2012. постао је нови тренер Нептунаса. У сезони 2012/13. предводио је екипу до трећег места Првенства Литваније. Следеће сезоне Максвитисов тим је био вицешампион литванског шампионата. Уједно је обезбеђен наступ у Евролиги наредне сезоне.
У децембру 2015. Максвитис је постављен за новог тренера Лијеткабелиса. Наредне сезоне 2016/17. помогао је тиму да дође до финала Првенства Литваније (иначе први пут у историји тог клуба). На крају је Лијеткабелис осигурао друго место пошто је у финалу поражен од Жалгириса у серији од пет утакмица (1 : 4). У јуну 2017. Максвитис се вратио у Нептунас. С тимом је у следеће две сезоне завршавао на трећем месту у Литванској кошаркашкој лиги. 
У јуну 2019. Максвитис је проглашен за новог тренера руског клуба Парме. Напустио је тај тим 27. фебруара 2022. после почетка војне инвазије Русије на Украјину. Непуних месец дана касније саопштено је да ће преузети Жалгирис од сезоне 2022/23. Међутим, после низа лоших резултата Жалгириса и два узастопна пораза у литванској лиги, с тадашњим тренером Јуријем Здовцем споразумно је прекинута сарадња и Максвитис је раније од планираног промовисан у новог тренера тима из Каунаса — 11. априла 2022.
У сезони 2022/23. Жалгирис је под Максвитисовим вођством освојио Првенство и Куп Литваније и обезбедио учешће у плеј-офу Евролиге, први пут од сезоне 2018/19. У плеј-офу Жалгирис се састао с Барселоном од које је са 3 : 0 изгубио у серији. На гласању за одабир најбољег тренера Евролиге у протеклој сезони нашао се на трећем месту, иза Жељка Обрадовића и Јоргоса Барцокаса.
Дана 30. децембра 2023. Максвитис и Жалгирис су споразумну раскинули уговор. У том тренутку, на половини сезоне 2023/24, однос победа и пораза Жалгириса у Евролиги био је 5 : 12. На клупи Жалгириса Максвитиса је наследио Андреа Тринкијери.

### Селектор
Максвитис је био селектор више омладинских репрезентација Литваније. Са млађим селекцијама Литваније освајао је редом Европско првенство до 16 година 2008, Европско првенство до 18 година 2010, Светско првенство до 19 година 2011. и Европско првенство до 20 година 2012. 
Дана 14. септембра 2021. Максвитис је постао нови селектор сениорске кошаркашке репрезентације Литваније. Под Максвитисом Литванија је учествовала на Европском првенству 2022. и Светском првенству 2023. На Првенству Европе 2022. Литванија је дошла до осмине финала где је поражена од Шпаније (94 : 102), а на Првенству света 2023. Литванци су завршили на шестом месту после пораза од Србије у четвртфиналу (68 : 87), односно од Летоније (63 : 98) у утакмици за пето место. На том Мундобаскету Литванија је у другој фази такмичења победила Сједињене Америчке Државе (110 : 104).

## Статистика

### Евролига
| Екипа    | Година   | ОУ | П  | И  | П : И (%) | Исход                     |
| -------- | -------- | -- | -- | -- | --------- | ------------------------- |
| Нептунас | 2014/15. | 10 | 4  | 6  | 28,6      | Групна фаза               |
| Жалгирис | 2022/23. | 37 | 19 | 18 | 51,4      | Четвртфинале              |
| Жалгирис | 2023/24. | 17 | 5  | 12 | 29,4      | Споразумни прекид сарадње |
| Укупно   | Укупно   | 64 | 28 | 36 | 48,9      |                           |